# Valle del Mortirolo
La Valle del Mortirolo è una piccola valle tributaria laterale occidentale della Val Camonica, nelle Alpi Retiche occidentali (Lombardia), che inizia presso il Passo del Mortirolo terminando a valle del comune di Monno, percorsa dal torrente Mortirolo che confluisce a sua volta nel fiume Oglio.